# Diệp Vấn 3
Diệp Vấn 3 là một bộ phim điện ảnh Hồng Kông năm 2015 của đạo diễn Diệp Vĩ Tín, do Hoàng Bách Minh sản xuất và chỉ đạo hành động bởi Viên Hòa Bình. Đây là phần thứ ba trong loạt phim Diệp Vấn kể về cuộc đời của võ sư Diệp Vấn và Chân Tử Đan tiếp tục thủ vai chính. Bộ phim cũng có sự góp mặt của Mike Tyson, và vai học trò Lý Tiểu Long của Diệp Vấn được Trần Quốc Khôn thủ vai. Quay phim chính bắt đầu vào tháng 3 năm 2015 và kết thúc vào tháng 6 năm đó.
Phim có buổi chiếu ra mắt tại Hồng Kông vào ngày 16 tháng 12 năm 2015 và chính thức được phát hành tại Hồng Kông, Singapore, Malaysia vào ngày 24 tháng 12 năm 2015. Phim được chiếu tại Đài Loan vào ngày 31 tháng 12 năm 2015, New Zealand và Vương quốc Anh vào ngày 15 tháng 1 năm 2016 và một tuần sau ở Úc. Bộ phim đã được phát hành tại Hoa Kỳ vào ngày 22 tháng 1 năm 2016 và được phát hành ở Trung Quốc đại lục vào ngày 4 tháng 3 năm 2016. Bộ phim nhận được những lời nhận xét tích cực và tám đề cử giải thưởng điện ảnh Hồng Kông, bao gồm Phim hay nhất và Đạo diễn xuất sắc nhất. Phim cũng đoạt giải Chỉ đạo hành động xuất sắc nhất, Đạo diễn xuất sắc nhất và Hình ảnh xuất sắc nhất tại Liên hoan phim Quốc tế Thượng Hải năm 2016.

## Nội dung
Năm 1959, Diệp Vấn cùng gia đình tiếp tục cuộc sống chật vật ở Hồng Kông. Con trai cả của anh, Diệp Chuẩn, đã trở về Phật Sơn để học tập, chỉ còn lại anh, vợ anh là Trương Vĩnh Thành và đứa con trai nhỏ Diệp Chính ở lại Hồng Kông. Lý Tiểu Long, cậu nhóc năm xưa từng tìm đến Diệp Vấn để xin học võ, nay đã thành một chàng trai kiêu ngạo, một lần nữa lại đến tìm anh để xin học võ, tuyên bố mình sẽ là đệ tử vĩ đại nhất của anh. Sau màn biểu diễn tốc độ ra đòn của Lý, Diệp Vấn không tỏ ý chấp nhận hay từ chối anh ta mà chỉ ra mở cửa. Hiểu là Diệp Vấn muốn đuổi mình, Lý buồn bực ra về.
Ở trường học, Diệp Chính gây gổ và đánh nhau với một bạn học là Trương Phong. Để xin lỗi, Diệp Vấn đã mời Trương Phong đến nhà ăn tối. Khi thấy Trương Phong cũng có những kỹ thuật Vịnh Xuân quyền, Diệp Vấn hỏi và biết được người dạy võ cho cậu là Trương Thiên Chí, cha cậu, một phu xe kéo nghèo nhưng cũng là một cao thủ Vịnh Xuân. Mặc dù giao tiếp thân mật với Diệp Vấn nhưng Thiên Chí ngầm ghen tị với uy danh của Diệp sư phụ và luôn tìm cách chứng minh võ công của mình giỏi hơn, thông qua các trận đấu võ đài để kiếm thêm tiền.
Kẻ tổ chức những trận đấu võ đài bất hợp pháp là Mã Kình Sinh, một tên du đãng địa phương, đồng thời làm việc cho Frank, một nhà phát triển bất động sản người Mỹ và cũng là võ sĩ quyền Anh hạng nặng. Frank yêu cầu Mã tìm cách chiếm đoạt khu đất có trường học, nơi Diệp Chính và Trương Phong đang học. Sau khi dùng các biện pháp từ thương lượng đến dọa dẫm để buộc nhà trường di dời mà không thành công, Mã đã huy động bọn du đãng đến phá trường và đánh đập hiệu trưởng. Kế hoạch của Mã thất bại do có sự can thiệp của cả Diệp Vấn lẫn Thiên Chí. Hai người dễ dàng đánh bại bọn du đãng, cứu được hiệu trưởng và bảo vệ ngôi trường khỏi sự phá hoại.
Điền Ngạo Sơn, sư phụ cũ của Mã, rất tức giận trước hành động vô đạo của đệ tử nên đã nhục mạ Mã trước mặt các đàn em của hắn. Để trả thù, Mã tìm đến Thiên Chí và đề nghị anh trừng trị sư phụ mình với một khoản tiền trả công hậu hĩnh. Để có tiền mở võ đường, Thiên Chí chấp nhận đề nghị này. Tuy nhiên, sau khi đánh gục Điền sư phụ, Thiên Chí đã đưa ông đến bệnh viện để chữa trị.
Mã giả danh sư phụ mình gọi điện dụ Diệp Vấn rời khỏi trường học để hắn có thể cho đàn em đến bắt cóc Diệp Chính và Trương Phong để tạo áp lực cho nhà trường. Sau khi nhận ra cú điện thoại là cái bẫy, Diệp Vấn một mình đến nhà máy đóng tàu, nơi băng đảng của Mã tụ tập. Khi biết con trai mình cũng bị Mã bắt cóc, Thiên Chí cũng đến nhà máy đóng tàu và được Mã cho phép đưa Trương Phong về. Tuy nhiên, Trương Phong đã từ chối bỏ rơi bạn bè của mình. Vì vậy, Thiên Chí đã trở lại và giúp Diệp Vấn chiến đấu với bọn du đãng cho đến khi cảnh sát đến bắt giữ toàn bộ bọn du đãng. Riêng Mã trốn thoát được, nhưng hắn cũng bị Frank xua đuổi và Frank cử một võ sĩ Muay Thái người Thái Lan đi trừ khử Diệp Vấn.
Trong khi đó, tại bệnh viện, Vĩnh Thành được chẩn đoán mắc bệnh ung thư và cô chỉ có thể sống thêm sáu tháng nữa. Trong khi đưa Vĩnh Thành về nhà, Diệp Vấn bất ngờ bị gã võ sĩ người Thái tấn công. Sau khi Vĩnh Thành được an toàn trong thang máy, anh dễ dàng đánh bại gã võ sĩ người Thái. Ba Mập, một thám trưởng cảnh sát thân hữu với Diệp Vấn, đã cho anh biết về Frank, người muốn loại bỏ anh vì cho rằng anh đang cản trở kế hoạch của gã. Diệp Vấn quyết định đối đầu với Frank tại văn phòng của gã, trong một trận đấu kéo dài ba phút để đổi lấy việc Frank hứa không gây chuyện với trường học nữa. Giao đấu với một võ sĩ quyền Anh hạng nặng như Frank, Diệp Vấn gặp rất nhiều khó khăn và gần như bị áp đảo do tốc độ và sức mạnh tuyệt vời của gã người Mỹ. Khi nhận ra nhược điểm nơi hạ bàn của Frank, Diệp Vấn mới xoay chuyển được thế bất lợi và cầm hòa sau ba phút. Ấn tượng trước võ công của Diệp Vấn, Frank tuyên bố gã sẽ giữ lời hứa.
Thiên Chí, với số tiền nhận từ Mã trước đó, đã mở được võ đường của riêng mình. Anh cũng tuyên bố võ công của mình mới là Vịnh Xuân chính tông, còn của Diệp Vấn thì không. Thiên Chí cũng gây dựng uy danh của mình bằng cách đánh bại tất cả võ sư địa phương. Anh cũng công khai tuyên bố thách đấu Diệp Vấn để phân định cao thấp. Tuy nhiên, Diệp Vấn đã chọn ở bên vợ mình trong những ngày tháng cuối cùng của cô, vì vậy đã không đến cuộc giao đấu. Mặc dù được tuyên bố là người chiến thắng vì Diệp Vấn bị xem là đã bỏ cuộc nhưng Thiên Chí vẫn không hài lòng và tìm cách thúc giục Diệp Vấn ra quyết đấu. Vĩnh Thành cũng khuyến khích Diệp Vấn tham gia trận đấu vì cô biết rằng anh sẽ không làm thế nếu bị dằn vặt bởi cảm giác không ở bên vợ mình.
Diệp Vấn đưa Vĩnh Thành đến võ đường của Thiên Chí và cho cô ngồi phòng ngoài để vẫn có thể theo dõi mà không phải chứng kiến cuộc quyết đấu. Diệp Vấn và Thiên Chí sau đó đã giao đấu với nhau bằng các thể loại truyền thống của Vịnh Xuân quyền gồm trường côn, bát trảm đao và tay không. Cuối cùng, Diệp Vấn đánh bại Thiên Chí bằng chiêu "Nhất thốn quyền" lừng danh. Bị sốc bởi thất bại này, Thiên Chí buồn bã và phá hủy tấm biển "Vịnh Xuân chính tông". Diệp Vấn ra về cùng với Vĩnh Thành vì anh nhận ra rằng gia đình quan trọng hơn địa vị trong giới võ thuật.

## Diễn viên
- Chân Tử Đan vai Diệp Vấn (葉問), võ sư Vịnh Xuân quyền đến từ Phật Sơn.
- Trương Tấn vai Trương Thiên Chí (張天志), một cao thủ Vịnh Xuân quyền giống như Diệp Vấn. Anh làm nghề kéo xe kéo và mong muốn nổi tiếng hơn Diệp Vấn. Trái ngược với Diệp Vấn, anh tàn nhẫn hơn khi sử dụng võ Vịnh Xuân.
- Hùng Đại Lâm vai Trương Vĩnh Thành (張永成), vợ của Diệp Vấn.
- Đàm Diệu Văn vai Mã Kình Sinh (馬鯨笙), kẻ cầm đầu Hội Tam Hoàng địa phương và cựu võ sinh.
- Ngô Thiên Ngữ vai Cô giáo Hoàng (黃老師), giáo viên trong trường của Diệp Chính.
- Trịnh Tắc Sĩ vai Ba Mập (肥波), người đứng đầu lực lượng Cảnh sát Hồng Kông Anh và là bạn của Diệp Vấn. Ông cũng xuất hiện trong phần 2.
- Lương Gia Nhân vai Điền Ngạo Sơn (田傲山), một bậc thầy võ thuật địa phương và người bán dù.
- Mike Tyson vai Frank, đại gia bất động sản và võ sĩ quyền Anh người Mỹ, có liên kết với Hội Tam Hoàng địa phương.
- Vương Thật vai Diệp Chính, con trai thứ hai của Diệp Vấn và Vĩnh Thành.
- Thôi Xán vai Trương Phong, con trai của Thiên Chí.
- Trương Kế Thông vai Từ Lực (徐力), học trò của Diệp Vấn.
- Trần Quốc Khôn vai Lý Tiểu Long (李小龍)
- Lưu Dĩ Đạt vai thầy hiệu trưởng
- Thái Hãn Ức vai phóng viên
- Dụ Cương vai Đàm sư phụ
- La Mãng vai La sư phụ, người cũng xuất hiện trong bộ phim trước.
- Lương Tiểu Hùng vai Lý sư phụ
- Trần Siêu vai Trần sư phụ
- Sarut Khanwilai vai võ sĩ Thái Lan

## Thông điệp
Diệp Vấn 3 mang đến sự sâu sắc và tinh tế, mà đạo diễn Diệp Vĩ Tín và biên kịch Hoàng Tử Hoàn đã cố tình thêm vào. Chân Tử Đan đã đề cập đến mỗi bộ phim có một chủ đề độc đáo, đó là bộ phim Diệp Vấn đầu tiên về "Survival", Diệp Vấn 2 tập trung vào "Making a Living and Adaptation", trong khi Diệp Vấn 3 tập trung vào "Life".

## Biểu tượng của bướm
Cảnh đầu tiên mà Diệp Vấn đang luyện tập mộc nhân thung và một con bướm bay và dừng lại trên nó tượng trưng cho một huyền thoại trong truyện thần thoại Trung Quốc. Bướm được xem là linh hồn người thân yêu trở về.

## Hãy như nước
Khi Diệp Vấn ném nước vào Lý Tiểu Long, đó là một gợi ý cho câu nói nổi tiếng của Lý, "Be water my friend". Diệp dạy Lý có khả năng thích ứng, chứ không phải chỉ để thử và đá nước, nhưng khả năng thích nghi né tránh và không bị phát ban và bướng bỉnh. Lý sau đó đã phát triển Tiệt quyền đạo, tập trung vào khả năng thích ứng.

## Cha Cha vô địch
Khác hơn được biết đến như một ngôi sao hành động, Lý Tiểu Long là quốc gia Cha Cha Champion trong Hồng Kông vào năm 1958. Trong bộ phim, ông đã dạy Diệp Vấn làm thế nào để nhảy Cha cha để đổi lại cơ hội được học Vịnh Xuân từ Diệp Vấn.

## 3 phút với Mike Tyson
Mike Tyson trong sự nghiệp võ sĩ quyền Anh của ông được biết đến với vòng knock-out đầu tiên của đối thủ của mình, có hơn 21 vòng knock-out đầu tiên trong sự nghiệp của mình và đạo diễn Diệp Vĩ Tín cho một cái gật đầu. Một vòng Boxing là 3 phút. Trong phim Frank, do Tyson đóng, đã đưa ra một thách thức đối với Diệp Vấn để tồn tại trong 3 phút.
Đây cũng là một tham chiếu đến Diệp Vấn 2 trong phân cảnh chiến đấu giành quyền mở võ quán, khi Hồng sư phụ và Diệp Vấn đã quyết đấu với nhau trên một chiếc bàn. Kết quả của hai cuộc chiến đều giống nhau, và cả hai đều bị giới hạn bởi thời gian. Trong khi ở Diệp Vấn 2 một nén nhang đã được sử dụng để hẹn giờ, còn Frank đã sử dụng đồng hồ báo thức trong Diệp Vấn 3 để cho thấy sự khác biệt giữa các nền văn hóa.

## Cùng kỹ thuật, thực hiện khác nhau
Trong khi Diệp Vấn đang chiến đấu với Frank, ông đã dùng một chiêu thức độc địa để chống lại đối thủ hùng mạnh. Chiêu thức này dùng tay xỉa vào mắt nhằm triệt hạ tức thời khả năng chiến đấu của đối phương. Tuy nhiên, Diệp Vấn đã cố tình dừng đòn vì sự tôn trọng với đối thủ. Trương Thiên Chí cũng sử dụng chiêu thức này trong cuộc quyết đấu với Diệp Vấn, nhưng anh ta xuống tay không hề do dự hay thương xót, làm tổn thương mắt phải của Diệp Vấn. Chân Tử Đan đã đề cập đến trong một cuộc phỏng vấn rằng điều này đặc biệt được biên đạo để thể hiện ý đồ cho rằng mặc dù có những chiêu thức giống nhau trong võ thuật, nhưng tùy vào tính cách mỗi người, nó sẽ được sử dụng không giống nhau.

## Nhất Thốn Quyền
Trong cảnh chiến đấu cuối cùng giữa Diệp Vấn và Trương Thiên Chí, Diệp Vấn sử dụng thính giác để tránh những cú đấm liên tiếp và kết thúc cuộc chiến bằng tuyệt kỹ Nhất thốn quyền, một kỹ thuật nổi tiếng của Vịnh Xuân quyền. Trên thực tế, Lý Tiểu Long đã thực hiện cú đấm một inch này trong Giải vô địch Karate Quốc tế Long Beach năm 1964, đưa sự chú ý trên toàn thế giới đến kỹ thuật này.

## Sản xuất

### Phát triển
Chân Tử Đan, người đóng vai Diệp Vấn trong hai bộ phim, ban đầu bày tỏ sự không quan tâm đến xuất hiện trong một bộ phim thứ ba, cảm giác rằng, "Bởi vì Diệp Vấn 2 sẽ không thể chối cãi trở thành một cổ điển, cải là người đầu tiên. Tôi tin rằng đó là tốt nhất để kết thúc một cái gì đó khi nó hoàn hảo, và để lại đằng sau một bộ nhớ tốt. " Chân Tử Đan sau đó tuyên bố rằng sau khi Diệp Vấn 2, anh sẽ không còn tham gia vào một bộ phim dựa trên cuộc đời của Diệp Vấn do sự gia tăng của các bộ phim Diệp Vấn do các hãng phim khác nhau sản xuất sau sự thành công của bộ phim Diệp Vấn của Chân Tử Đan. Trong khi cả hai Chân Tử Đan và Hoàng Bách Minh đã không ban đầu quan tâm về làm một phần ba Diệp Vấn, đạo diễn Diệp Vĩ Tín đã bày tỏ quan tâm trong việc đưa ra một trong đó sẽ tập trung vào mối quan hệ giữa Diệp Vấn và Lý Tiểu Long. Trong khi Diệp Vấn 2 vắn tắt cho thấy Lý như một đứa trẻ, Diệp Vĩ Tín đã hi vọng tìm được một diễn viên phù hợp để miêu tả Lý như một người lớn cho lần thứ ba. Tháng 3 năm 2014, Variety thông báo rằng Diệp Vấn 3 sẽ được quay vào đầu năm 2015, và sẽ được phát hành 3D trong năm mới của năm mới, với Diệp Vĩ Tín, Chân Tử Đan, và Wong tái diễn nhiệm vụ của mình.

### Tuyển diễn viên
Vào tháng 3 năm 2015, The Hollywood Reporter đã thông báo rằng Mike Tyson cũng sẽ đóng vai trò như một nhà phát triển đường phố và nhà phát triển bất động sản. Đây đánh dấu lần đầu tiên Tyson xuất hiện trong phim hay truyền hình như một nhân vật đáng kể khác với chính mình. Họ cũng lưu ý rằng vì đội không thể tìm thấy một diễn viên có thể miêu tả trên màn hình cường Lý Tiểu Long, họ đã quyết định sử dụng CGI để miêu tả Lý. Trong cùng tháng, Kris Storti, COO của Lý Tiểu Long Enterprises (BLE), nói rằng BLE, đó là chủ sở hữu duy nhất của tất cả các quyền trên toàn thế giới liên quan đến Lý, bao gồm tên của mình, hình ảnh và giống, là "chính đáng sốc "trong quyết định của Pegasus Motion Pictures đưa Lý vào phim của họ, mà Storti nói là" hoàn toàn không được ủy quyền "bởi BLE. BLE dự định tìm kiếm tất cả các biện pháp khắc phục để ngăn chặn Pegasus bao gồm cả phiên bản máy tính được tạo ra của Lý Tiểu Long trong Diệp Vấn 3 ", ông nói thêm. Tuy nhiên, Pegasus khẳng định rằng anh trai Lý Tiểu Long, Robert Lý, làm việc như một chuyên gia tư vấn về Diệp Vấn 3, sở hữu quyền sở hữu trí tuệ của Lý, một tuyên bố bị BLE bác bỏ. The Guardian lưu ý rằng kế hoạch sử dụng một CGI Lý Tiểu Long đã được thả xuống như vậy, mặc dù Lý đã xuất hiện trong bộ phim, vai Danny Chan, người trước đây đã miêu tả Lý trong phim truyền hình năm 2008, Huyền thoại Lý Tiểu Long.
Chân Tử Đan tuyên bố rằng Diệp Vấn 3 có thể là bộ phim võ thuật cuối cùng của anh. Chân Tử Đan đã đồng ý trở lại vai trò của Diệp Vấn sau khi xem xét cẩn thận, sau một thời gian đã trôi qua kể từ khi phát hành các bộ phim Diệp Vấn khác nhau của các hãng phim khác, và vì sự mong đợi của người hâm mộ. Chân Tử Đan tuyên bố rằng đây sẽ là bộ phim Diệp Vấn cuối cùng trong bộ ba. Trong Diệp Vấn 3 's cuộc họp báo thông báo, Chân Tử Đan nói rằng ở độ tuổi 51, điều này có thể là cuối cùng của ông phim kung fu. Lynn Hung đã trở lại với vai diễn vợ của Diệp Vấn trong hai bộ phim đầu tiên. Tháng 11 năm 2015, nó được tiết lộ trên trang web của nhà soạn nhạc Kenji Kawai (người đã soạn nhạc cho hai bộ phim đầu tiên của bộ phim) rằng ông đã trở lại làm việc trên soundtrack của Diệp Vấn 3.

### Quay phim
Quay phim chính bắt đầu tại Thượng Hải vào ngày 25 tháng 3 năm 2015. Trong khi quay một cảnh hành động với Chân Tử Đan, ngón tay của Tyson đã bị gãy.
Mặc dù Viên Hòa Bình được công nhận là chỉ đạo hành động của bộ phim, cả Viên và Chân Tử Đan đã tiết lộ trong các cuộc phỏng vấn rằng nhiều cảnh thực sự đã được biên đạo bởi Chân Tử Đan vì anh thường xuyên ứng tác trên bộ phim và thêm các hành động và trình tự mới trong khi quay phim. Điều này đặc biệt rõ ràng trong bối cảnh chiến đấu chống lại Tyson, trong đó Chân Tử Đan muốn bao gồm một số MMA và lý thuyết vật lý, nhắm tới phần dưới của Tyson. Quay phim kết thúc vào tháng 6 năm 2015. Chân Tử Đan đã đi ghi tên trong chỉ đạo hành động nhiều lần, và ngẫu hứng và những đóng góp của ông bao gồm nhiều Giải thưởng Điện ảnh Hồng Kông chiến thắng như trước đó hai Diệp Vấn phim, Bodyguards and Assassins và Crouching Tiger, Hidden Dragon: Thanh kiếm của Định mệnh.

## Phát hành
Diệp Vấn 3 được phát hành tại Hồng Kông vào ngày 24 tháng 12 năm 2015, cũng như tại Malaysia và Singapore. Trước đó, nó đã được dự kiến cho một bản phát hành năm 2016. Bộ phim đã có một phiên bản hạn chế ở New Zealand vào ngày 25 tháng 12 năm 2015, tiếp theo là một bản phát hành rộng rãi tại Đài Loan vào ngày 31 tháng 12 năm 2015, và một phiên bản hạn chế tại Hoa Kỳ vào ngày 22 tháng 1 năm 2016. Nó được phát hành tại Trung Quốc đại lục vào ngày 4 tháng 3. Nó được phát hành ở Sri Lanka vào tháng 3 năm 2016.

### Tiếp nhận quan trọng
Nhà tổng hợp đánh giá Rotten Tomatoes cho Diệp Vấn 3 78 điểm dựa trên 50 bình luận phê bình, với mức đánh giá trung bình là 6,4 / 10. Sự đồng thuận quan trọng của trang web cho biết, " Diệp Vấn 3 không phải là tiểu sử được vẽ chặt chẽ nhất mà một fan hâm mộ kung fu có thể yêu cầu, nhưng những cảnh chiến đấu rất thú vị để xem - và đôi khi, bộ phim thậm chí còn rất xúc động." Một nhà tổng hợp đánh giá, Metacritic cho bộ phim một điểm số 57% dựa trên 14 bình luận phê bình, cho thấy "đánh giá hỗn hợp hoặc trung bình".
Clarence Tsui của The Hollywood Reporter đã viết, "Được dàn dựng bởi chỉ đạo hành động vui nhộn của Viên Hòa Bình và một số vai diễn khác như Mike Tyson và Trương Tấn (ngôi sao đột phá trong bộ phim Nhất đại tông sư của Vương Gia Vệ), Chân Tử Đan và Diệp Vỹ Tín đã xoay xở dàn dựng một bộ phim có thể sử dụng được từ một hành lang dành cho khách bộ hành với những chi tiết về thời gian sai lầm. " Tsui gọi đó là "một đêm chung kết có hiệu quả phù hợp với thương hiệu." James Marsh của Screen International cho biết: " Diệp Vấn 3 nghề cường độ đám đông hài lòng của những người tiền nhiệm của nó cho một bức chân dung nội tâm hơn của nhân vật trung tâm của nó." Tuy nhiên, Marsh nói thêm, "Chân Tử Đan đã luôn miêu tả Diệp Vấn như một ngọn đèn khiêm tốn và yên tĩnh, điều đó đã làm tăng thêm tính chất bí ẩn của nhân vật, nhưng anh đã đấu tranh ở đây khi được kêu gọi thể hiện những cảm xúc mãnh liệt hơn. Tuy nhiên, Mike Tyson thất bại thuyết phục vai trò của Frank, nguồn gốc của nó không bao giờ được tiết lộ trong phim, và động cơ của nó chỉ đơn giản là tham lam".
Edmund Lý của South China Morning Post cho bộ phim đánh giá 3,5 / 5 và bình luận, "Một bộ phim hành động đáng kính mà không cố gắng sao chép lại niềm vui của người tiền nhiệm của nó, thay vào đó, đáng ngưỡng mộ quay sang chiêm ngưỡng những ưu tiên của Diệp trong cuộc sống, Diệp Vấn 3 sẽ thưởng cho những người không hề có khái niệm về một bộ phim về Diệp Vấn do Chân Tử Đan dẫn dắt. Vì nhân vật đã không thể đảo ngược được và khán giả sẽ đáp lại bằng hiện vật ". Andrew Chan của Nhà phê bình phim Australia đã bình luận "Hiếm khi làm một bộ ba phim, trở nên tốt hơn theo lứa tuổi và điều này cung cấp cho chúng ta rất nhiều cảnh chiến đấu Viên Hòa Bình luôn luôn tươi vui".
Hans David Tampubolon của tờ The Jakarta Post cho rằng bộ phim là "một sự kết hợp lộn xộn của các cốt truyện nối liền" đó là một "kết thúc hành động nhưng cuối cùng đáng thất vọng của bộ ba Wing Chun" và kết luận, "Vâng, đánh giá bằng kịch bản quái ác và nhân vật phát triển trong Diệp Vấn 3, có một khả năng rất lớn rằng Chân Tử Đan đang hối hận về quyết định cuối cùng của mình để miêu tả các grandmaster huyền thoại cho lần thứ ba".

### Phòng vé
Theo Box Office Mojo, Diệp Vấn 3 đã kiếm được 7,8 triệu đô la tại Hồng Kông và $ 2,679,437 tại Hoa Kỳ. Tại Trung Quốc, nó đã thu về 24,1 triệu đô la Mỹ vào ngày khai trương, ra mắt ở vị trí thứ nhất và 28,7 triệu đô la Mỹ vào ngày thứ hai trong tổng số 52,4 triệu đô la trong hai ngày. Trong tuần lễ khai mạc, nó đứng đầu doanh thu phòng vé với khoảng 71,2 triệu đô la Mỹ từ 191,400 chiếu và 10,4 triệu lượt xem. Trên toàn thế giới, bộ phim đã kiếm được 154.165.316 đô la, đưa tổng số trên toàn thế giới lên 156.844.753 đô la.

### Trang chủ phương tiện truyền thông
Blu-ray Diệp Vấn 3 được phát hành vào ngày 10 tháng 3 năm 2016 tại Hồng Kông và vào ngày 25 tháng 4 năm 2016 tại Vương quốc Anh.

## Giải thưởng
- Giải thưởng điện ảnh Hồng Kông lần thứ 35
- Giải Phim Châu Á lần thứ 10
- Liên hoan phim quốc tế Thượng Hải

## Tương lai
Trong khi nhiều nguồn tin cho rằng Diệp Vấn 3 có thể là bộ phim cuối cùng trong thương hiệu, Patrick Brzeski của The Hollywood Reporter nói rằng do sự thể hiện thương mại mạnh mẽ của bộ phim, ông "sẽ không ngạc nhiên" nếu phần tiếp theo được thực hiện. Hoàng Bách Minh đã bày tỏ sự quan tâm đến việc tạo ra một bộ phim Diệp Vấn thứ tư mà Chân Tử Đan đã nói là có thể nếu có một kịch bản hay và nếu phản ứng với Diệp Vấn 3 đã đảm bảo nó.
Vào ngày 30 tháng 9 năm 2016, Chân Tử Đan thông báo qua Facebook rằng anh và Diệp Vĩ Tín sẽ tiếp tục thương hiệu với Diệp Vấn 4. Việc quay phim dự kiến bắt đầu vào tháng 3 năm 2018, mặc dù một ngày phát hành chưa được thiết lập.